# Castro de Las Merchanas
Las Merchanas es un castro de origen vetón situado en el municipio español de Lumbrales, en la provincia de Salamanca, Castilla y León. Se localiza en un meandro del río Camaces, en el límite con el término municipal de Bermellar.
Como todos los castros salmantinos, su situación geográfica no es casual, ya que se encuentra resguardado de manera natural por un meandro del río Camaces, muy cerca de la desembocadura del regato de los Zorros. Las condiciones favorables a nivel arqueológico del castro hacen que la construcción defensiva se limite únicamente a las partes de los cerros, donde el castro se hace más vulnerable.
Ocupa una extensión de 8,5 hectáreas, aunque una parte del castro es inhabitable ya que en el interior hay un teso de rocas y parte de otro teso mayor, por lo que aproximadamente la mitad del castro se utilizaba para el ganado. En el interior de los castros la importancia del ganado era prácticamente la misma que la humana. Se dejaba un espacio normalmente junto a la puerta principal de acceso para el ganado estabulado, y otra parte al final del castro en la que el ganado estuviera suelto. Por ello normalmente en los trabajos arqueológicos hay partes de castros sin restos, ya que seguramente son los lugares de ganado.
Una forma defensiva común en los accesos a los castros es el camino de piedras hincadas. Consistía en la colocación en el suelo de piedras en punta de diferentes tamaños para dificultar el acceso rápido de las tropas enemigas, tanto a pie como a caballo. Con esto conseguían tener un control en el exterior del castro. En el caso de Las Merchanas se denomina también La Estacada. En ese camino de piedras hincadas se encontró uno de los verracos. En la actualidad hay uno colocado en la población de Lumbrales y otro en el castro, junto a la puerta vetona, al lado del camino de piedras hincadas.
La portada principal, la de oriente, se cerraba con dos torreones, uno a cada lado, colocados de manera que cierran en embudo. El cierre en embudo consiste en ir estrechando el camino a medida que se encuentra más cerca de la puerta. Con esto se conseguía que el acceso al interior terminara haciéndose prácticamente de uno en uno, para así evitar acceso masificado.
En el centro del castro se encontró una pared de unos 3 metros de altura, exenta, y que fue el objetivo en las primeras excavaciones efectuadas dentro del Plan Nacional por la Comisaría Provincial de Excavaciones de Salamanca, cuyo resultado fue el descubrimiento de un edificio público romano, junto al que aparecieron también restos datados en el Bajo Imperio romano.